# 95
Cette page concerne l'année 95  du calendrier julien. Pour l'année 95 av. J.-C., voir 95 av. J.-C. Pour le nombre 95, voir 95 (nombre).
L'année 95 est une année commune qui commence un jeudi.

## Événements
- 1er mai, Rome : peu après la fin de son consulat, Titus Flavius Clemens est arrêté et exécuté pour athéisme, tandis que sa femme Domitilla est exilée sur l'île de Pandateria[1].

- La tradition chrétienne place cette année la seconde persécutions des chrétiens par Rome et l'exil de Jean l'apôtre dans l’île de Patmos, où il rédige son Apocalypse[2].
- Campagne contre les Sarmates en Pannonie probablement menée par Lucius Aconius Statura[1].

## Décès en 95
- Peut-être Quintilien, avocat, professeur de rhétorique et précepteur des enfants de Domitien, d’origine espagnole (30-95 ?).
- Titus Flavius Clemens, consul, exécuté sur ordre de Domitien après sa déposition[2].
- Félix de Nole, évêque.